# Qantas Freight
Qantas Freight (рус. Фрахтователь, произносится — /квонтэс фрэйт/) — дочернее предприятие авиакомпании Qantas, отвечающее за грузовые перевозки «группы авиакомпаний Qantas». Является владельцем грузовой авиакомпании Express Freighters Australia, экспедиторской компании DPEX Worldwide, а также компании-автоперевозчика Jets Transport Express. Также совместно с Почтовой службой Австралии является совладельцем двух совместных предприятий: логистической компании Australian air Express и компании-автоперевозчика Star Track Express.

## Пункты назначения
- Австралия
  - Мельбурн — Международный аэропорт Тулламарин
  - Сидней — Международный аэропорт Кингсфорд Смит
- Бразилия
  - Сан-Паулу — Международный аэропорт Сан-Паулу - Гуарульос
- Китай
  - Шанхай — Международный аэропорт Пудун
- Германия
  - Франкфурт — Международный аэропорт Франкфурт - Ханн
- Гонконг
  - Международный аэропорт Чхеклапкок
- Новая Зеландия
  - Окленд — Международный аэропорт Окленд
  - Крайстчерч — Международный аэропорт Крайстчерч
- Южная Корея
  - Сеул — Международный аэропорт Инчхон
- Таиланд
  - Бангкок — Международный аэропорт Суварнабхуми
- ОАЭ
  - Дубай — Международный аэропорт Дубай
- США
  - Анкоридж — Международный аэропорт Тед Стивенс
  - Чикаго — Международный аэропорт О’Хара
  - Даллас — Международный аэропорт Даллас - Форт-Уэрт
  - Гонолулу — Международный аэропорт Гонолулу
  - Лос-Анджелес — Международный аэропорт Лос-Анджелес - LAX
  - Нью-Йорк — Международный аэропорт имени Джона Кеннеди
  - Толидо — аэропорт Толедо Экспресс
- Вьетнам
  - Хошимин — Международный аэропорт Таншоннят

## Флот
Помимо размещения грузов на борту международных рейсов авиакомпаний Qantas и Jetstar Airways, Qantas Freight эксплуатирует следующие самолеты:

## Картельный сговор
В Соединенных Штатах против нескольких авиакомпаний, включая Qantas Freight, были выдвинуты обвинения в картельном сговоре в период с 2000 по 2006 годы. Первой была оштрафована авиакомпания British Airways на $300 млн. В ноябре 2007 года, решив не дожидаться финала, компания Qantas Freight признала себя виновной и была оштрафована на $61 млн. В мае 2008 года по обоюдному соглашению между Qantas Freight и Правительством США, бывший глава компании сел в тюрьму на восемь месяцев.
Параллельно с этим в Австралии «Комиссия по конкуренции и защите прав потребителей» начала своё собственное расследование деятельности компании. В октябре 2008 года управление Qantas Freight согласилось с выводами Комиссии и согласилось выплатить AU$20 млн.